# استقطاب شاندراسيخار
استقطاب شاندراسيخار هو استقطاب جزئي للإشعاع المُصدر عند أطراف النجوم الحديثة سريعة الدوران أو النجوم الثنائية ذات الاجواء الغنية إلكترونياً، سمي على اسم عالم الفيزياء الفلكية الهندي سوبرامانيان شاندراسيخار الذي تنبأ بوجودها نظريًا في عام 1946.
قام شاندراسيخار بنشر سلسلة من 26 ورقة علمية في المجلة الفلكية الفيزيائية تحت عنوان «التوازن الإشعاعي لمناخ نجم» بين عامي 1944 و 1948. تنبأ في الورقة العاشرة بأن الغلاف الجوي النجمي الإلكتروني بشكل كامل يصدر ضوءً مستقطبًا يخضع لقانون طومسون للإشعاع. توقعت النظرية أنه يمكن ملاحظة نسبة 11% من الاستقطاب على أقصى تقدير. ولكنه وجد عند تطبيق ذلك على نجم كروي أن تأثير الاستقطاب الصافي هو صفر بسبب التناظر الكروي. استغرق الأمر 20 سنة أخرى لشرح الظروف التي يمكن ملاحظة هذا الاستقطاب فيها. أظهر باتريك هارينغتون وجورج كولينز أن هذا التناظر ينكسر إذا أخذنا في الاعتبار النجم الذي يدور بسرعة كبيرة (أو نظام النجوم الثنائية) حيث لا يكون النجم كرويًا تمامًا ولكنه مسطح قليلاً بسبب الدوران (أو تشوه المد والجزر في حالة النظام الثنائي). ينكسر التناظر أيضا في حالة كسوف النجم الثنائي.

## الاكتشاف
لم تنجح المحاولات التي بذلت للتنبؤ بهذا التأثير الاستقطابي في البداية ولكنها أدت إلى التنبؤ بالاستقطاب بين النجوم. وجد العلماء في عام 1983 أول دليل على هذا التأثير الاستقطابي على نجم رأس الغول، وهو نظام نجمي ثنائي.
لم يتم العثور على الاستقطاب في النجوم التي تدور بسرعة عالية حتى عام 2017 لأنه يتطلب مقياس استقطاب عالي الدقة. لاحظ فريق من العلماء في أستراليا في سبتمبر / أيلول 2017 هذا الاستقطاب في نجم المليك الذي يدور عند سرعة تبلغ 96.5% من حد السرعة الزاوية الحرجة للانكسار.